# Technicum Deutschland
Die Technicum Deutschland GmbH mit Sitz in München ist ein Personaldienstleistungsunternehmen mit deutschlandweit 10 Standorten.

## Technicum
Technicum Deutschland ist spezialisiert auf die Überlassung und Vermittlung von Fachkräften in Industrie und Handwerk. Das bundesweit aktive Unternehmen bietet seinen Kunden Konzepte für flexible Personaleinsätze im Techniksektor. Das Leistungsspektrum umfasst außerdem komplexe Projektbetreuung im In- und europäischen Ausland.
Technicum Deutschland hat rund 1.000 Fachkräfte im Einsatz. Die Mitarbeiter werden nach dem mit der IG Bergbau, Chemie, Energie (IG BCE) abgeschlossenen Tarifvertrag entlohnt. Darüber hinaus investiert das Unternehmen in die Qualifizierung: Ein Ende 2011 neu verhandelter Haustarifvertrag mit der IG BCE ermöglicht Zeitarbeitern erstmals in Deutschland eine tariflich verankerte, berufsbezogene Weiterbildung. Technicum und Gewerkschaft haben dazu gemeinsam einen Weiterbildungsfonds Zeitarbeit eingerichtet.
Das Qualitäts- und Sicherheitsmanagement von Technicum ist nach SSC/SCP und DIN 9001-2000 zertifiziert. 2011 hat die Ratingagentur Hoppenstedt Kreditinformationen das Unternehmen mit einem Bonitätsindex von 1,0 als Top Business Partner ausgezeichnet.

## Unternehmensgeschichte
Hinter Technicum steht die USG People N.V., ein international agierender, börsennotierter Personaldienstleister mit Sitz in den Niederlanden. Dort wurde die Marke Technicum 1986 aufgebaut. USG People N.V. ist in acht europäischen Ländern aktiv und hat jeden Monat mehr als 111.000 Mitarbeiter im Einsatz bei Kundenunternehmen. USG People N.V. ist an der NYSE Euronext Amsterdam gelistet. Die Aktie wird im Amsterdam Midcap Index (AMX) geführt. In den Niederlanden ist der Spezialdienstleister Technicum unter anderem Marktführer in der Vermittlung von Bau- sowie Telekommunikationsarbeitskräften. Seit Mai 2010 ist Technicum auf dem deutschen Markt präsent. Unter dem Dach von Technicum sind in Deutschland die Vorgängergesellschaften Abetec Industrieservices, GeKo Zeitarbeit, IP Montage und manus Personaldienstleistungen vereint.

## Dienstleistungen
Technicum vermittelt Experten und Spezialisten – vom Bergingenieur bis zum Maschinenbauer – aus allen wichtigen technischen Berufsfeldern. Auch die Bereiche Automatisierungstechnik, Chemie/Petrochemie, Gas/Wasser, Kraftwerkstechnik, Luftfahrtindustrie und Schiffbau werden abgedeckt. Das Leistungsspektrum umfasst die komplexe Projektbetreuung – im Inland und europäischen Ausland.